# Pi de Hartweg
El pi de Hartweg (Pinus hartwegii) és una espècie de conífera de la família Pinaceae nadiua de les muntanyes de Mèxic i l'Amèrica Central fins a Hondures. Rep el nom en honor de Karl Theodor Hartweg, qui el va descobrir l'any 1838.

## Característiques
És un arbre de fulla persistent que arriba a 20–30 m d'alt. Les fulles són aciculars en fascicles de cinc o ocasionalment quatre fulles, fan 10–20 cm de llargada i les pinyes són ovoides de 6–13 cm de llargada.
Està estretament relacionat amb el pi Montezuma (Pinus montezumae), amb qui sovint s'hibrida, diferint només per les fulles més curtes i el color i la mida de les pinyes.

## Distribució
És una espècie que viu a grans altituds entre 2.500-4.300 m, i forma el límit arbori a la seva zona. Creix tant a Sierra Madre Occidental com Sierra Madre Oriental (latitud 29° N) des de l'estat de Chihuahua i Nuevo León (26°N) als alts cims del Salvador- Hondures (15° N). Encara que creix a alta latitud no creix torçat.